# Finkenberger Almbahn
De Finkenberger Almbahn is een Gondelbaan in Oostenrijk. Het dalstation staat in het plaatsje Finkenberg in het Zillertal. Vanhieruit gaat de gondelbaan door een diepbos naar de Finkenberger Alm, waar het bergstation staat. Naast het bergstation staat het dalstation van de gondelbaan Finkenberger Almbahn II, waar men verder omhoog kan naar de Penken. De Finkenberger Almbahn behoort tot de skiregio Ski Zillertal 3000. De gondelbaan kan bij extreme drukte sneller draaien.
De gondelbaan is in 1987 gereedgekomen.
Sinds skiseizoen 2017 - 2018 is de vernieuwde Finkenberger Almbahn sectie 1 in bedrijf.
Technische gegevens
- capaciteit 2.400 personen per uur
- snelheid 6 meter per seconden
- Duur 7 minuten
- Lengte 1.780 meter
- Aantal gondels 56
- Uitgerust met: zitverwarming en Wlan
- Hoogte dalstation 875 meter
- Hoogte bergstation 1.760 meter
- Bouwstart 24 april 2017
- Oplevering 2 december 2017 (seizoensopening)